# Tsubasa, les ailes d'argent
Pour les articles homonymes, voir Tsubasa.
Tsubasa, les ailes d'argent (銀翼 (つばさ), Ginyoku Tsubasa) est un seinen manga d'Ayumi Tachihara, prépublié dans le Weekly Shōnen Champion puis publié au Japon par Akita Shoten en un volume relié sorti en 1997. La version française est publiée par Panini Comics en 2003.

## Publication
Tsubasa, les ailes d'argent est scénarisé et dessiné par Ayumi Tachihara. Il est prépublié dans le Weekly Shōnen Champion en 1997 puis publié par Akita Shoten en un volume relié sorti le 8 août 1997,,.
Un extrait du manga figure dans le premier des deux volumes de l'Anthologie des œuvres de guerre d'Osamu Tezuka et Shigeru Mizuki (手塚治虫や水木しげるらの戦争作品収録したアンソロジー) publiés par Shogakukan Creative le 29 juillet 2013.
La version italienne est publiée par Planet Manga en 1998 et rééditée en 2013. La version française, première œuvre d'Ayumi Tachihara traduite en français, est publiée par Panini Comics en 2003.

## Synopsis
Fin de la Seconde Guerre mondiale ; les Japonais multiplient les attaques-suicide contre les Américains alors que la guerre semble perdue d'avance pour le Japon.
Daisuke Shibusawa à 19 ans est volontaire pour faire partie de « l'escadrille spéciale d'intervention ». Que peut-il bien se passer dans la tête d'un kamikaze ?